# Мочалов, Владимир Георгиевич
Влади́мир Гео́ргиевич Моча́лов (род. 21 мая 1948 год, Москва, СССР) — советский, затем российский карикатурист, график и живописец, автор портретной карикатуры и реалистических портретов. Действительный член Российской академии художеств  , член Союза журналистов России, член Московского Союза художников, член Творческого союза художников России, член Союза писателей Республики Крым, академик Национальной академии дизайна.

## Биография
Родился 21 мая 1948 года в Москве.
В 1955—1959 учился в изостудии Дома пионеров Бауманского района Москвы.
В 1960 г. поступил в Московскую среднюю художественную школу при художественном институте им. В. И. Сурикова (МСХШ), которую закончил в 1967 году.
В 1967 г.-1972г работал учеником гравера, а затем гравером печатных форм на Московской печатной фабрике «Гознака». Автор гравюр пяти марок и открытки, выполненных на металле в стиле классической резцовой гравюры.
В 1970 г. поступил на заочное отделение Московского полиграфического институт, которое закончил в 1976 г., получив диплом художественного редактора и художника-графика.
В 1969 г. поступил в студию молодого карикатуриста при сатирическом журнале «Крокодил».
В 1973 г. был опубликован первый рисунок в «Крокодиле».
С 1972 г. по 1974 г. поступил в Производственно-оформительский комбинат ВДНХ СССР в качестве художника-оформителя.
В 1974 г. по 1976 г. проходил службу в рядах Советской армии, продолжая одновременно заочно учиться в Московском полиграфическом институте.
С 1977 по 1978 гг. работал художником-оформителем на Московском ремонтно-механическом заводе.
В 1978 г. работал художественным редактором в издательстве «Физкультура и спорт».
В 1978 г. получил приглашение работать в качестве технического редактора в сатирический журнал «Крокодил».
В 1979 г. перешёл на должность заместителя главного художника журнала «Крокодил».
С 1984 по 2000гг работал в должности главного художника журнала «Крокодил», члена редколлегии, а в 1999 году — заместителя главного редактора «Крокодила». За время работы в «Крокодиле» многократно получал премии за лучшее произведение года.
В 2000 году новые инвесторы закрыли «Крокодил», уволив всех сотрудников.
С начала 80-годов работал в качестве иллюстратора в журналах «Юность», «Сельская молодёжь». В это же время как карикатурист долгое время сотрудничал с газетой «Московская правда».
С конца 80-х как карикатурист работал в газетах «Известия» и «Собеседник».
С середины 80-х течение почти двадцати лет с середины по 2000 г. работал в качестве карикатуриста в журнале «Новое время».
С 2000 г. по 2006 г. художественный редактор журнала «Новое время».
С 2001 по 2003 работал в качестве карикатуриста и дизайнера в газете «Новое русское слово».
С 2009 по 2013 гг. автор сатирических карикатур для телевизионной передачи «Мультличности».
С 2003 года по настоящее время работает над серией «Выдающиеся деятели прошлого и современности в графике, живописи и карикатуре».
Работы находятся в следующих музеях: Государственный Эрмитаж, Сургутский художественный музей, Алтайский государственный краеведческий музей, Волгоградский музей изобразительных искусств имени И. И. Машкова, Музейно-выставочный комплекс Музейно-выставочного объединения Российской академии художеств, а также во многих частных коллекциях России и мира.

### Интересный факт
В 1993 году Владимир Мочалов получил личное благодарственное письмо от президента США Билла Клинтона за политическую карикатуру на него.
В 1997 году был установлен рекорд исполнений шаржей за один час (111 портретных карикатур со сходством).

## Творчество
Как рассказал художник: «Понял, что буду художником, ещё до школы, листая пыльные страницы журнала „Крокодил“, подшивку которого нашёл на чердаке своего дома в Старосадском переулке, дом 5. По иронии судьбы этот дом впоследствии стал адресом Московского союза художников».

## Галерея

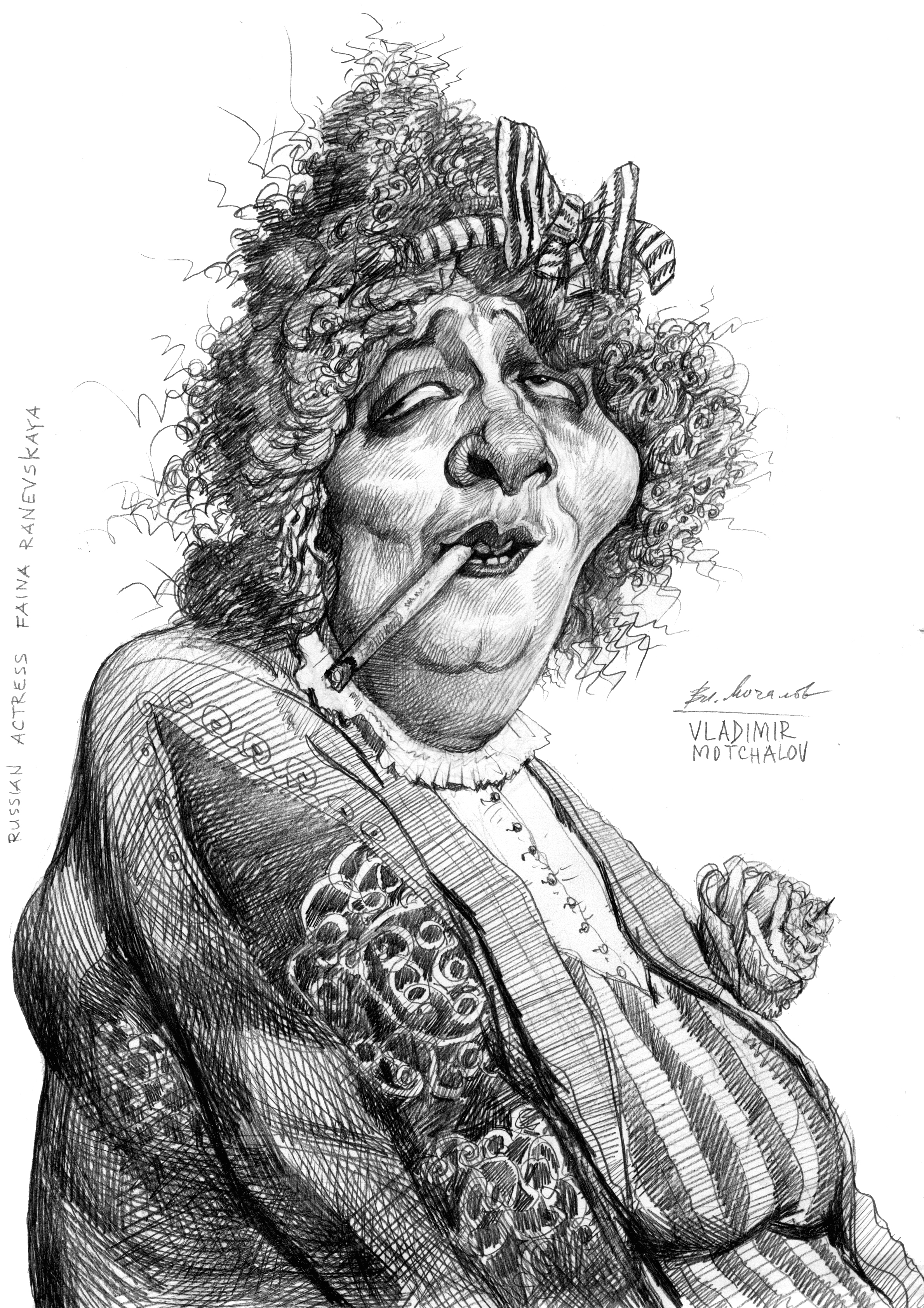
Фаина Раневская
Портрет П.И.Чайковского 1969 г. 3 х 2,5 см Гравюра на меди.
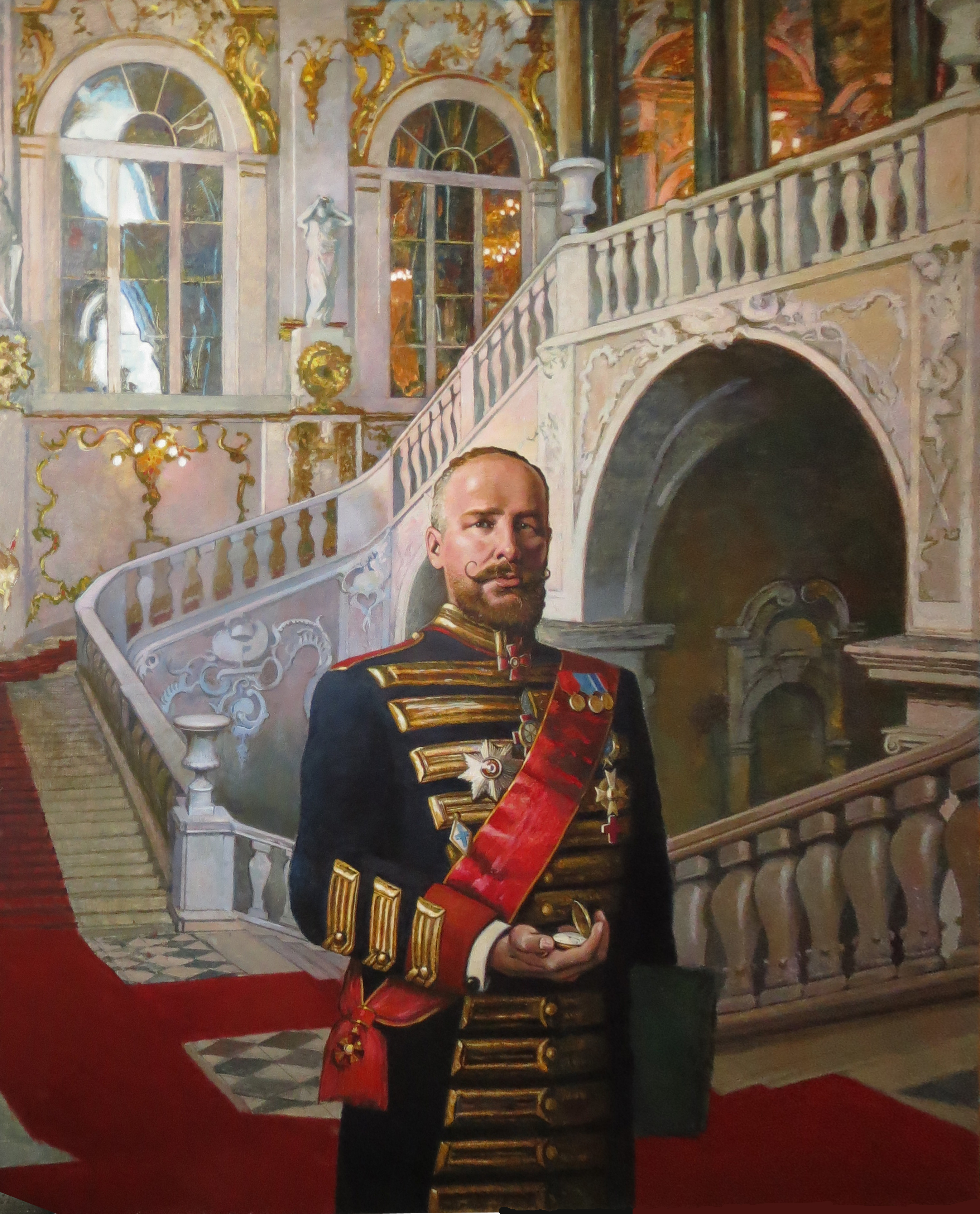
Петр Столыпин. 100 х 120 см. Масло на холсте.
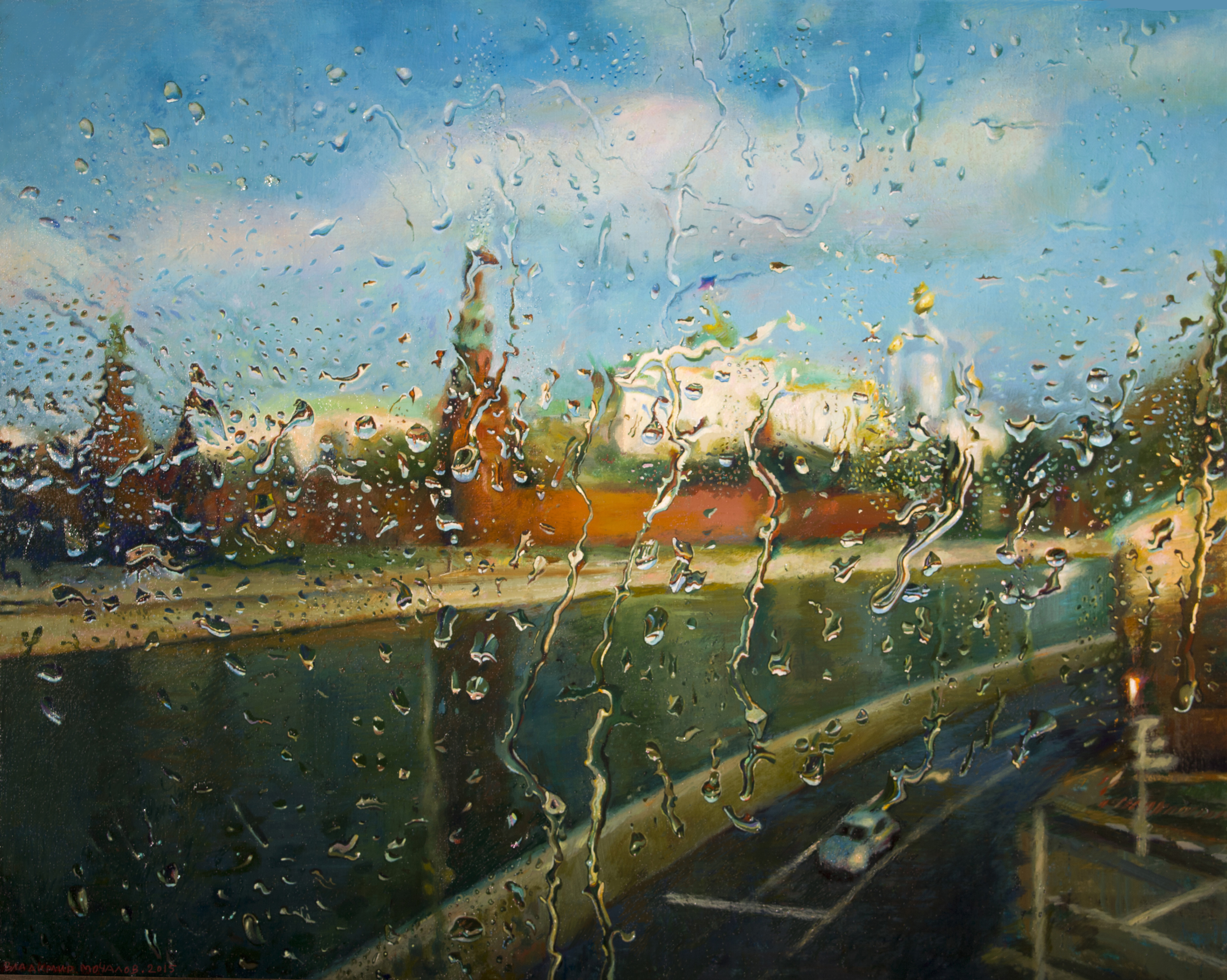
Кремль с Большого Каменного моста. Живопись. 100 х 80 см. Масло на холсте.
Большой театр во время дождя холст, масло 60х80 см
Миры и антимиры холст, масло 120х80 см
Цветы холст, масло 100х100 см
Дуэль Пикассо и Сальвадор Дали. 2022 г. бумага, карандаш, 21,0х29,7 см
Михаил Булгаков. 2007 г. бумага, шелкография 29х20 см
Трамп и Меланья 2020 г. 21,0 х 29,7 см Бумага, тушь, перо
Товарищ Саахов 2025 г. бумага, тушь, перо, акварель

## Награды и звания
- 1981 г. — член Союза журналистов СССР.
- 1985 г. — член Московского союза художников.
- 1991 г. — «Экселлент прайз» в Японии[14].
- 1995 г. — член Творческого Союза Художников России[15].
- 2000 г. — Первый приз на Международном фестивале карикатуры в городе Сент-Эстеве во Франции
- 2003 г. — Первый приз на Международном конкурса карикатуры в Сургуте, Россия
- 2005 г. — Второй приз на Международном конкурсе карикатуры в Румынии
- 2006 г. — член-корреспондент Российской академии художеств.
- 2007 г. — действительный член Российской академии художеств.
- 2007 г. и 2008 г. — Медаль «Достойному» Российской академии художеств.
- 2013 г. — Награждён Почетным знаком отличия «За заслуги в образовании и науке» Московской академии экономики и права[16].
- 2013 г. — Награждён медалью «Граф Шувалов» на президиуме в Российской академии художеств[17].
- 2018 г. — Благодарность Российской академии художеств за организацию и проведение выставки и мастер-класса по шаржевому наброску со студентами Межрегионального центра компетенции — Техникум имени С. П. Королева.
- 2018 г. — Поздравление Президента Российской академии художеств З. К. Церетели в связи с 70-летием.
- 2018 г. — Награждён Золотой медалью Российской академии художеств за многолетнюю творческую деятельность, проведение персональной выставки «Портретная карикатура в графике и живописи», а также в связи с 70-летием[1] .
- 2023 г. — Награждён медалью «За заслуги перед академией».
- 2023 г. — «Благодарственное письмо» от Директора Службы внешней разведки РФ С.Е. Нарышкина

Участник и призёр нескольких Международныхи российских конкурсов и фестивалей карикатуры в различные годы. Неоднократно участвовал в различных международных выставках и конкурсах карикатуры.
Призы, медали и удостоверения в конкурсах и выставках карикатуры в различных странах Европы, Америки, Азии и Австралии.
Благодарности от Русского Дома в Берлине, От Российского центра культуры Мадрида, От посольства Российской Федерации в Киото, Эквадор.

## Персональные выставки
- 2003 г. — Музей современного искусства, Петровка 25, около 400 произведений масляной живописи и графики.
- 2003 г. — Музей современного искусства, Ермолаевский пер. 17, около 300 произведений масляной живописи.
- 2007 г. — Академия художеств, Пречистенка 21, около 200 произведений станковой графики и книжной иллюстрации.
- 2007 г. — Коллективная выставка членов Российской академии художеств в Большом Манеже, посвященная 250-летию Российской Академии художеств. Живопись и графика.
- 2008 г. — Малый Манеж, Георгиевский пер. д. 3, около 250 произведений масляной живописи и около 150 работ станковой графики и иллюстраций.
- 2011 г. — Выставка к 60-летию «Мир во мне» [18]
- 2013 г. — Российская академия художеств. Пречистенка, 21. Персональная выставка графики и живописи. 100 работ[19].
- 2018 г. — Российская академия художеств. Пречистенка, 21. Персональная выставка графики и живописи. 250 работ.
- 2019 г. — Портреты с улыбкой г. Александров[20]
- 2020 г. — Персональная выставка «Мир во мне» РАХ[21]
- 2021 г. — Персональная выставка. Симферополь  [22]
- 2023 г. — Персональная выставка «Мировые художники»[23].
- 2023 г. — Персональная выставка «Прощай, ХХ-й век!»[24].
- Постоянный участник ежегодных выставок графики (Кузнецкий мост,11). Персональные выставки портретной карикатуры проходили в Москве - (Российская академия художеств-2008, 2013, 2018, 2023 гг, Музей современного искусства-2003, 2004гг, Малый Манеж-2008г,) Петербурге, Иванове, Астрахани, Петропавловске- Камчатском, а также  Японии, Китае, Кубе, США, Мексике, Эквадоре, Испании, Польши, Болгарии, Германии, Словакии, Франции, Швейцарии  и многих других городах Европы.